# Say it isn't so (Bon Jovi)
Say it isn't so is een nummer van de Amerikaanse rockband Bon Jovi uit 2000. Het is de tweede single van hun album Crush. Opvallend aan het nummer is dat David Bryan de gitaarsolo verzorgt, in plaats van Richie Sambora. Sambora verzorgt in dit nummer de zang samen met Jon Bon Jovi.

## Hitnoteringen
Say it isn't so werd een bescheiden hitje. In de UK Singles Chart stond het elf weken genoteerd met plaats 10 als hoogste notering. In thuisland de Verenigde Staten haalde het de Billboard Hot 100 of werd de single niet uitgegeven.

### Nederlandse Top 40
| Positie: | 28 | 27 | 26 | 26 | 32 | uit |

### Mega Top 100
| Positie: | 76 | 24 | 28 | 36 | 36 | 45 | 62 | 77 | uit |

### Vlaamse Ultratop 50
| Positie: | 47 | 45 | uit |